# 西武バス高野台営業所
西武バス高野台営業所（せいぶバスたかのだいえいぎょうしょ）は、東京都練馬区高野台1丁目19-7にあった西武バスの営業所。2011年5月16日付で練馬営業所に統合された。跡地は西武観光バス練馬営業所・西武総合企画練馬営業所となっている。
最寄り駅は西武池袋線の練馬高野台駅で、近くの笹目通りには西武バス練馬営業所の路線が運行されている。石神井公園駅発着路線を中心に、練馬区中部から杉並区にかけての路線を担当していた。

## 沿革
2005年6月16日、伊豆箱根鉄道の観光バス営業所内に開設された。当初より所轄路線は西武自動車（3代）に委託されていた。その後、同年9月末に伊豆箱根鉄道の観光バス営業所は撤退している。
2007年3月18日のサービス開始時より、PASMOの利用が可能となった。
2010年12月1日、西武自動車が西武バスに吸収合併されたことに伴い、所轄路線は西武バス本体による運行となった。
2011年5月16日付で練馬営業所に統合。跡地には西武観光バスと西武総合企画の練馬営業所が移設された。同年6月からは伊豆箱根バスの東京練馬営業所も設置された。

## 統合時の所管路線
当営業所は石神井公園駅関連の路線を上石神井営業所から移管された関係で、所轄路線のうち環八通り・笹目通りに出やすい場所から回送するか、石神井公園駅北口まで回送して出入庫していた。

### 石神井循環線、石神井成増線
- 石01：石神井公園駅北口→和田→下屋敷→比丘尼橋→和田→石神井公園駅北口（石神井循環）
- 石02：石神井公園駅北口 - 和田 （→下屋敷→ / ←三軒寺←） 比丘尼橋 - 土支田一丁目 - 成増駅南口（国際興業バス練馬営業所と共同運行）
- 石04：石神井公園駅北口 - 和田 （→下屋敷→ / ←三軒寺←） 比丘尼橋 - 土支田一丁目

### 石神井荻窪線
- 荻13：上井草駅 → 農芸高校 → 総合荻窪病院前 → 荻窪警察 → 八丁 → 四面道 → 荻窪駅
- 荻13：荻窪駅 → 四面道 → 八丁 → 荻窪警察 → 総合荻窪病院前 → 農芸高校 → 上井草駅（深夜バス）
- 荻14：荻窪駅 - 四面道 - 八丁 - 荻窪警察 - 総合荻窪病院前 - 農芸高校 - 上井草駅 - 井草通り - JA東京あおば - 石神井公園駅南口
- 荻18：荻窪駅 - 四面道 - 八丁 - 法務局杉並出張所 - 総合荻窪病院前 - 農芸高校 - （←上井草スポーツセンター）- 上井草保健センター
- 石22：石神井公園駅南口 - JA東京あおば - 井草通り

## 廃止路線
- 石01-1：石神井公園駅北口 → 石神井庁舎 → 東大泉一丁目 → 比丘尼橋 → 石神井公園駅北口（朝1便のみ）
石01系統は、当初は全便が石神井公園駅南口にある練馬区役所石神井庁舎を経由していたが、駅北口発着に変更すると西武池袋線の開かずの踏切を2度渡ることになり、定時運行に支障があったため、始発1便を残して駅北側の下屋敷経由へ変更した。
2010年12月1日、残された始発1便も下屋敷経由へ変更され、石神井庁舎経由便は廃止された。

## 車両
中型車は、開設に合わせていずれもツーステップ車の1995年式車と1996年式車が転入した。1995年式の中型車は、2006年2月に上石神井営業所から転入した1996年式車に代替された。2007年から中型ノンステップバスの導入が開始された。このほか、1996年式の中型車を置き換える目的で、2008年2月に練馬営業所から2001年式ワンステップバス1台が転入した。1996年式の中型車の代替は2008年に完了した。
現在、石01・02・04は全車ノンステップバス（石02は西武バスのみ）で運行されている。
大型車は、荻14の移管に合わせて2000年式から2002年式車が転入し、石神井公園南口発着路線に使用された。このほか、同時に1997年式車両が1台転入したが、荻14は基本的にスロープ付車両で運行していたため予備車扱いとなった（2005年までは定期的に走っていた）。その後、2009年3月にワンステップバスに置き換えられた。
2011年3月には荻18の新設に備えて、三菱エアロスターワンステップバスが3台登場した。荻18は中型車での運用となるため、石神井公園駅北口発着路線にも定期的に大型車の使用が開始されたものの、練馬営業所への移管により再び中型車の運用となっている。